# 7627 Вакенокійомаро
7627 Вакенокійомаро (7627 Wakenokiyomaro) — астероїд головного поясу, відкритий 18 лютого 1977 року.
Тіссеранів параметр щодо Юпітера — 3,284.
Названо на честь Вакено Кійомаро (яп. わけの・きよまろ(和気清麻呂)).